# Sofanapis antillanca
Sofanapis antillanca är en spindelart som beskrevs av Norman I. Platnick och Forster 1989. Sofanapis antillanca ingår i släktet Sofanapis och familjen Anapidae. Inga underarter finns listade i Catalogue of Life.